# Setmana Catalana de 1992
La Setmana Catalana de 1992, va ser la 29a edició de la Setmana Catalana de Ciclisme. Es disputà en 6 etapes del 23 al 27 de març de 1992. El vencedor final fou el suís Alex Zülle de l'equip ONCE per davant d'Iñaki Gastón i el mexicà Raúl Alcalá.
Aquesta edició no va tenir contrarellotge i tampoc la muntanya va aportar grans diferències. Com a conseqüència, no hi va haver grans diferències de temps, arribant al punt que els cinc primers van acabar amb el mateix temps. Zülle, es va emportar la victòria final gràcies a les millors entrades a les metes.

## Etapes
| Etapa | Data       | Ciutats d'etapa                          | km    | Vencedor de l'etapa       | Líder de la general       |
| ----- | ---------- | ---------------------------------------- | ----- | ------------------------- | ------------------------- |
| 1a    | 23 de març | Lloret de Mar – Lloret de Mar            | 169,0 | Jean-Claude Colotti (FRA) | Jean-Claude Colotti (FRA) |
| 2a A  | 24 de març | Pineda de Mar – Santa Coloma de Gramenet | 60,0  | Mathieu Hermans (NED)     | Jean-Claude Colotti (FRA) |
| 2a B  | 24 de març | Barcelona - Terrassa                     | 88,5  | Fernando Piñero (ESP)     | Jean-Claude Colotti (FRA) |
| 3a    | 25 de març | Terrassa - Andorra la Vella ( Andorra)   | 193,0 | Raúl Alcalá (MEX)         | Alex Zülle (SUI)          |
| 4a    | 26 de març | La Seu d'Urgell - Segur de Calafell      | 209,0 | Viatxeslav Iekímov (RUS)  | Alex Zülle (SUI)          |
| 5a    | 27 de març | Calafell - Lloret de Mar                 | 176,0 | Ad Wijnands (NED)         | Alex Zülle (SUI)          |

### 1a etapa[1]
23-03-1992: Lloret de Mar, 169,0 km.:
|   | Ciclista                  | Equip            | Temps      |
| - | ------------------------- | ---------------- | ---------- |
| 1 | Jean-Claude Colotti (FRA) | Z-Lemond         | 4h 24' 49" |
| 2 | Sammie Moreels (BEL)      | Lotto-Mavic      | m. t.      |
| 3 | Fabio Baldato (ITA)       | GB-MG Maglificio | m. t.      |

### 2a etapa A[2]
24-03-1992: Pineda de Mar – Santa Coloma de Gramenet, 60,0 km.
|   | Ciclista                  | Equip         | Temps      |
| - | ------------------------- | ------------- | ---------- |
| 1 | Mathieu Hermans (NED)     | Lotus-Festina | 1h 41' 40" |
| 2 | Jean-Claude Colotti (FRA) | Z-Lemond      | m. t.      |
| 3 | Sammie Moreels (BEL)      | Lotto-Mavic   | m. t.      |

### 2a etapa B[2]
24-03-1992: Barcelona - Terrassa, 88,5 km.
|   | Ciclista              | Equip         | Temps      |
| - | --------------------- | ------------- | ---------- |
| 1 | Fernando Piñero (ESP) | Lotus-Festina | 2h 14' 14" |
| 2 | Mathieu Hermans (NED) | Lotus-Festina | m. t.      |
| 3 | Sammie Moreels (BEL)  | Lotto-Mavic   | m. t.      |

### 3a etapa[3]
25-03-1992: Terrassa - Andorra la Vella, 193,0 km.:
|   | Ciclista            | Equip         | Temps      |
| - | ------------------- | ------------- | ---------- |
| 1 | Raúl Alcalá (MEX)   | PDM           | 5h 29' 41" |
| 2 | Iñaki Gastón (ESP)  | Clas-Cajastur | m. t.      |
| 3 | Erik Breukink (NED) | PDM           | m. t.      |

### 4a etapa[4]
26-03-1992: La Seu d'Urgell - Segur de Calafell, 209,0 km.:
|   | Ciclista                 | Equip     | Temps      |
| - | ------------------------ | --------- | ---------- |
| 1 | Viatxeslav Iekímov (RUS) | Panasonic | 5h 08' 53" |
| 2 | Alex Zülle (SUI)         | ONCE      | m. t.      |
| 3 | Erik Breukink (NED)      | PDM       | m. t.      |

### 5a etapa[5]
27-03-1992: Calafell - Lloret de Mar, 176,0 km.:
|   | Ciclista             | Equip            | Temps      |
| - | -------------------- | ---------------- | ---------- |
| 1 | Ad Wijnands (NED)    | TVM-Sanyo        | 4h 33' 24" |
| 2 | Fabio Baldato (ITA)  | GB-MG Maglificio | m.t        |
| 3 | Sammie Moreels (BEL) | Lotto-Mavic      | m.t        |

## Classificació General
|    | Ciclista             | Equip          | Punts       |
| -- | -------------------- | -------------- | ----------- |
| 1  | Alex Zülle (SUI)     | ONCE           | 23h 32' 05" |
| 2  | Iñaki Gastón (ESP)   | Clas-Cajastur  | m.t         |
| 3  | Raúl Alcalá (MEX)    | PDM            | m.t         |
| 4  | Erik Breukink (NED)  | PDM            | m.t         |
| 5  | Eddy Bouwmans (NED)  | Panasonic      | m.t         |
| 6  | Sammie Moreels (BEL) | Lotto-Mavic    | + 05"       |
| 7  | Stephen Roche (IRL)  | Carrera Jeans  | m.t         |
| 8  | Pedro Delgado (ESP)  | Banesto        | + 07"       |
| 9  | Robert Millar (GBR)  | TVM-Sanyo      | m.t         |
| 10 | Josep Pedrero (ESP)  | Puertas Mavisa | + 31"       |